# Saint-Romans-lès-Melle
Saint-Romans-lès-Melle est une commune du Centre-Ouest de la France située dans le département des Deux-Sèvres en région Nouvelle-Aquitaine.

## Géographie
Saint-Romans est située à environ 30 kilomètres de Niort, préfecture des Deux-Sèvres.
Vallonné, le village est jalonné de différents lavoirs restaurés alimentés par la Béronne.

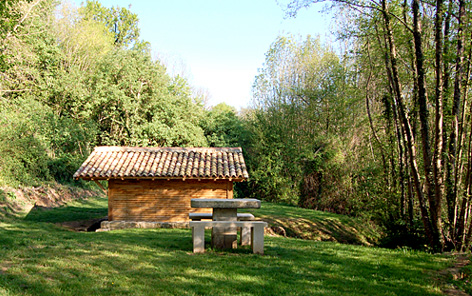
Lavoir de la fontaine de Font Maye.

### Climat
Pour des articles plus généraux, voir Climat de la Nouvelle-Aquitaine et Climat des Deux-Sèvres.
Historiquement, la commune est exposée à un climat océanique du nord-ouest.  
En 2020, Météo-France publie une typologie des climats de la France métropolitaine dans laquelle la commune est exposée à un climat océanique et est dans la région climatique  Poitou-Charentes, caractérisée par un bon ensoleillement, particulièrement en été et des vents modérés.
Pour la période 1971-2000, la température annuelle moyenne est de 12 °C, avec une amplitude thermique annuelle de 14,4 °C. Le cumul annuel moyen de précipitations est de 882 mm, avec 12,8 jours de précipitations en janvier et 7,2 jours en juillet. Pour la période 1991-2020, la température moyenne annuelle observée sur la station météorologique la plus proche, située sur la commune de Melle à 4 km à vol d'oiseau, est de 12,7 °C et le cumul annuel moyen de précipitations est de 902,7 mm,. Pour l'avenir, les paramètres climatiques de la commune estimés pour 2050 selon différents scénarios d’émission de gaz à effet de serre sont consultables sur un site dédié publié par Météo-France en novembre 2022.

## Urbanisme

### Typologie
Au 1er janvier 2024, Saint-Romans-lès-Melle est catégorisée commune rurale à habitat dispersé, selon la nouvelle grille communale de densité à sept niveaux définie par l'Insee en 2022.
Elle est située hors unité urbaine. Par ailleurs la commune fait partie de l'aire d'attraction de Niort, dont elle est une commune de la couronne,. Cette aire, qui regroupe 91 communes, est catégorisée dans les aires de 50 000 à moins de 200 000 habitants,.

### Occupation des sols
L'occupation des sols de la commune, telle qu'elle ressort de la base de données européenne d’occupation biophysique des sols Corine Land Cover (CLC), est marquée par l'importance des territoires agricoles (90,6 % en 2018), en diminution par rapport à 1990 (92,4 %). La répartition détaillée en 2018 est la suivante : 
terres arables (70,9 %), zones agricoles hétérogènes (12,1 %), zones urbanisées (8,7 %), prairies (7,5 %), forêts (0,8 %). L'évolution de l’occupation des sols de la commune et de ses infrastructures peut être observée sur les différentes représentations cartographiques du territoire : la carte de Cassini (XVIIIe siècle), la carte d'état-major (1820-1866) et les cartes ou photos aériennes de l'IGN pour la période actuelle (1950 à aujourd'hui).

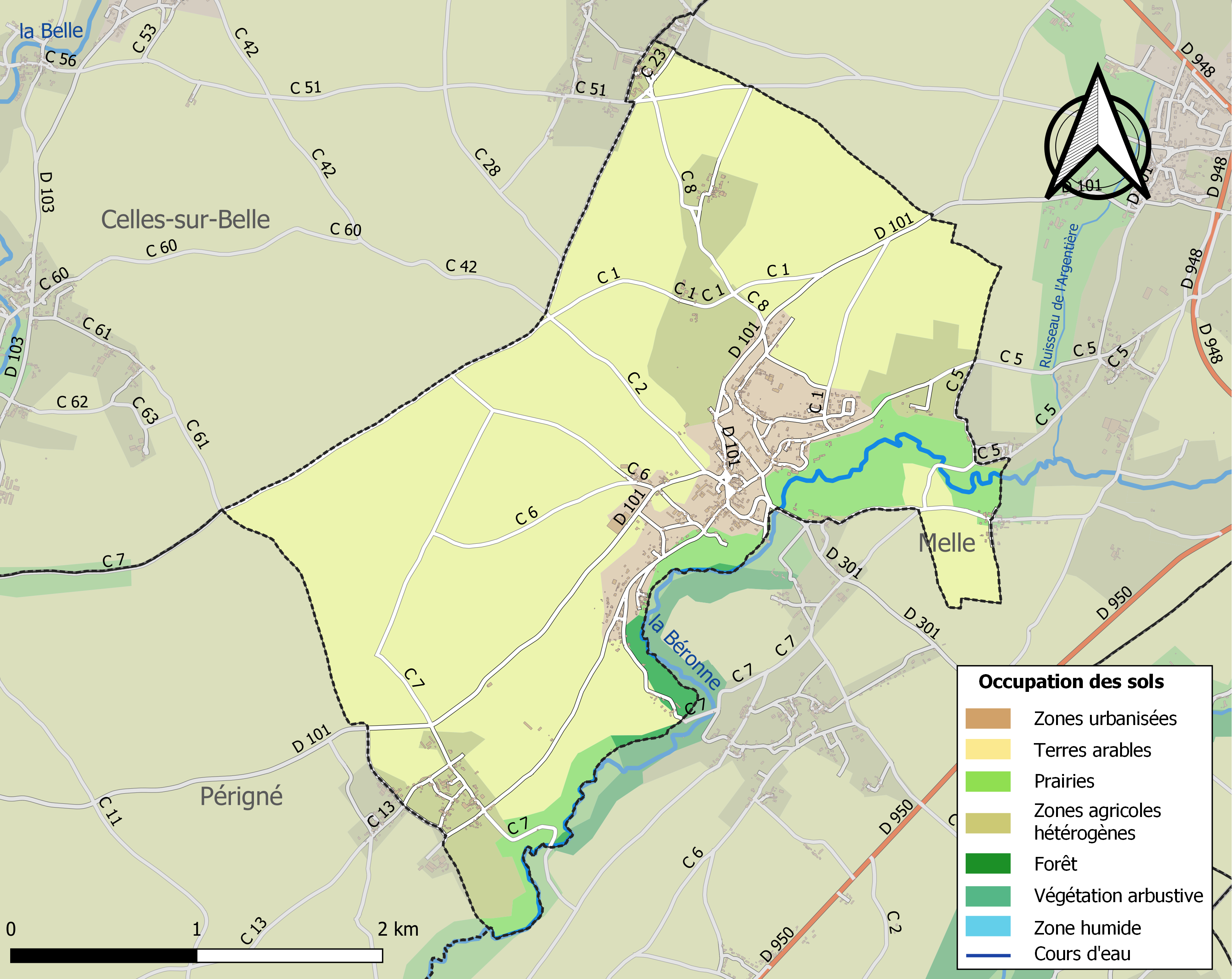
Carte des infrastructures et de l'occupation des sols de la commune en 2018 (CLC).

### Risques majeurs
Le territoire de la commune de Saint-Romans-lès-Melle est vulnérable à différents aléas naturels : météorologiques (tempête, orage, neige, grand froid, canicule ou sécheresse), inondations, mouvements de terrains et séisme (sismicité modérée). Il est également exposé à un risque technologique,  le transport de matières dangereuses. Un site publié par le BRGM permet d'évaluer simplement et rapidement les risques d'un bien localisé soit par son adresse soit par le numéro de sa parcelle.

#### Risques naturels
Certaines parties du territoire communal sont susceptibles d’être affectées par le risque d’inondation par débordement de cours d'eau, notamment la Béronne. La commune a été reconnue en état de catastrophe naturelle au titre des dommages causés par les inondations et coulées de boue survenues en 1982, 1999 et 2010,.

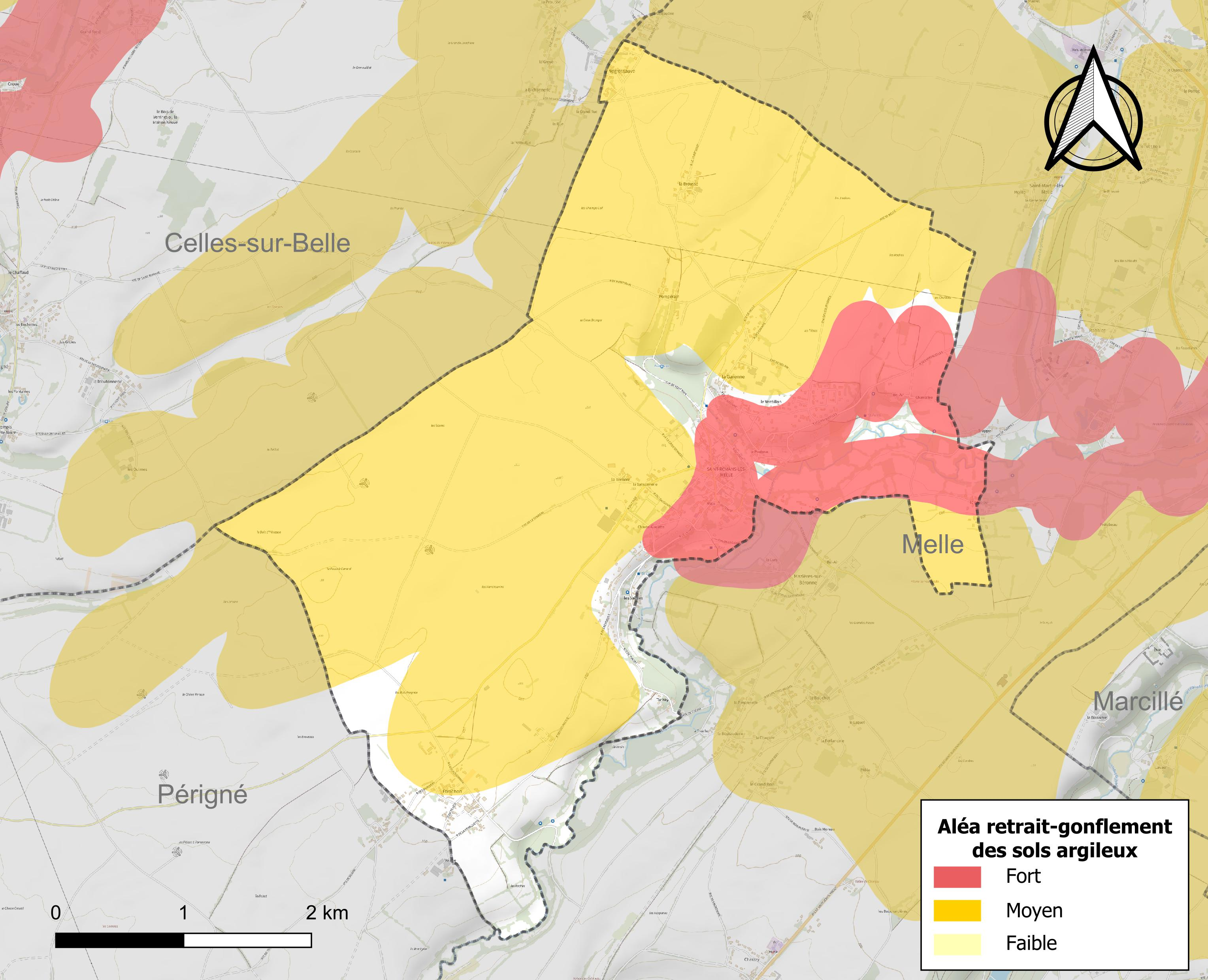
Carte des zones d'aléa retrait-gonflement des sols argileux de Saint-Romans-lès-Melle.

Les mouvements de terrains susceptibles de se produire sur la commune sont des tassements différentiels. Le retrait-gonflement des sols argileux est susceptible d'engendrer des dommages importants aux bâtiments en cas d’alternance de périodes de sécheresse et de pluie. 87,6 % de la superficie communale est en aléa moyen ou fort (54,9 % au niveau départemental et 48,5 % au niveau national). Depuis le 1er octobre 2020, en application de la loi ELAN, différentes contraintes s'imposent aux vendeurs, maîtres d'ouvrages ou constructeurs de biens situés dans une zone classée en aléa moyen ou fort,.
La commune a été reconnue en état de catastrophe naturelle au titre des dommages causés par la sécheresse en 1989 et par des mouvements de terrain en 1999 et 2010.

## Histoire
Avant d'être attribuée au siège royal de Melle, Saint-Romans-lès-Melle faisait partie de la châtellenie de Lusignan et était de son ressort. La localité dépendait de l'élection de Saint-Maixent. En 1103, à son retour de la croisade, Guillaume IX, comte de Poitiers, concéda à l'abbé de Saint-Maixent la redevance qui lui était due à Saint-Romans-lès-Melle.
Geoffroy Thébaud, l'un de ses plus anciens seigneurs connus, décéda avant 1366. Après lui vinrent Aimery Rechin, son gendre, les de Prahec (vers 1363), les de Poix — sous lesquels, en faveur de Jeanne de Poix, le château fut érigé en baronnie par Henri IV — les Girard (à partir de 1594), les Fouquet de la Varenne, les Brandelis de Champagne. En 1732, Marie de Champagne épousa César Gabriel de Choiseul-Praslin, duc de Choiseul-Praslin, cousin du ministre de Louis XV, qui fut ministre des Affaires étrangères puis de la Marine.
Au début de la Révolution, un, Antoine-César de Choiseul-Praslin (1756-1808), fut élu en 1789 délégué suppléant de la noblesse aux États généraux pour la sénéchaussée du Maine. Il y siégea le 20 août, prêta le serment civique, fut promu maréchal de camp en 1791, n'émigra pas, mais fut arrêté comme suspect en 1793, emprisonné et libéré le 9 thermidor. Bonaparte le nomma sénateur et le fit commandeur de la Légion d'honneur.
Il vendit son domaine de Saint-Romans à Pierre Andrault, ancien président du district de Melle, l'un des plus riches propriétaires (sa fortune était évaluée à plus d'un million en immeubles), qui fut député des Deux-Sèvres de novembre 1820 à mai 1822. Après lui, sa fille, Mme Belleroche, Mme Main de Boissière, Mme Rabany, furent propriétaires du logis de Saint-Romans, actuellement encore aux mains de leurs descendants.
Érigé en baronnie par Henri IV en 1607, le domaine de Saint-Romans était fort important.
En 1698, le revenu de la seigneurie s'élevait à 8000 livres, soit le double de celui des fiefs de Melzear et de Saint-Léger. Construit au XVe siècle, le logis de Saint-Romans a subi, au fil des ans, diverses transformations. L'une de ses tours a été démolie, mais l'autre, côté jardin, a été conservée. Elle est surmontée de créneaux en partie refaits. Le blason des de Poix, surmontant jadis la porte de la tour disparue, a été réemployé lorsque le logis a été doté d'une aile supplémentaire. Il est doté d’une cheminée monumentale aux armes de la même famille.
Huit et même neuf importantes foires annuelles se tinrent longtemps à Saint-Romans qui possédait des halles, données au début XIXe siècle par le duc de Choiseul-Praslin, dernier seigneur de la commune. Il s'y effectuait de nombreuses transactions sur les mulets et les mules.
Un temple fut inauguré en 1846 et y recevait les protestants de Brioux, Périgné, Mazières-sur-Béronne et Paizay-le-Tort.

## Héraldique
| Blason | Blasonnement : D’azur à la croix latine alésée d’argent, accompagnée en pointe de trois coquilles du même ordonnées 2.1. |

## Politique et administration

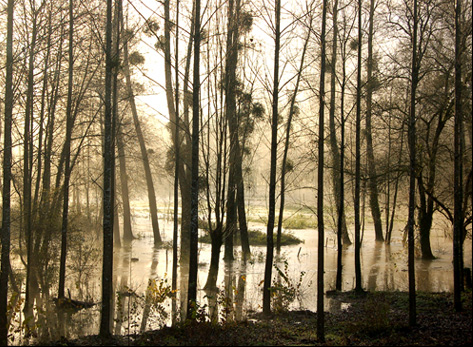
La vallée de la Béronne, au pied d'Etrochon, un matin de novembre 2006.

| Période      | Période       | Identité                 | Étiquette | Qualité |
| ------------ | ------------- | ------------------------ | --------- | ------- |
|              | décembre 1872 | Pierre Ernest Chabot     |           |         |
| février 1873 |               | Pierre Foucher           |           |         |
|              |               | François Déchaine        |           |         |
| avant 1981   | ?             | François Rabany          |           |         |
| mars 2001    | 2002          | Martine Chard-Hutchinson |           |         |
| 2002         | 2008          | Robert Barreaud          |           |         |
| mars 2008    | En cours      | Jérôme Peltier           |           |         |

## Démographie
| 1793 | 1800 | 1806 | 1821 | 1831 | 1836 | 1841 | 1846 | 1851 |
| ---- | ---- | ---- | ---- | ---- | ---- | ---- | ---- | ---- |
| 605  | 504  | 606  | 650  | 770  | 774  | 799  | 870  | 940  |

| 1856 | 1861 | 1866 | 1872 | 1876 | 1881 | 1886 | 1891 | 1896 |
| ---- | ---- | ---- | ---- | ---- | ---- | ---- | ---- | ---- |
| 917  | 881  | 808  | 828  | 831  | 801  | 751  | 776  | 812  |

| 1901 | 1906 | 1911 | 1921 | 1926 | 1931 | 1936 | 1946 | 1954 |
| ---- | ---- | ---- | ---- | ---- | ---- | ---- | ---- | ---- |
| 760  | 797  | 748  | 625  | 626  | 592  | 583  | 597  | 614  |

| 1962 | 1968 | 1975 | 1982 | 1990 | 1999 | 2006 | 2008 | 2013 |
| ---- | ---- | ---- | ---- | ---- | ---- | ---- | ---- | ---- |
| 607  | 621  | 551  | 645  | 620  | 638  | 655  | 660  | 713  |

| 2018 | 2022 | - | - | - | - | - | - | - |
| ---- | ---- | - | - | - | - | - | - | - |
| 713  | 720  | - | - | - | - | - | - | - |

## Lieux et monuments
- Église Saint-Romans de Saint-Romans-lès-Melle, romane du XIIe siècle. L'édifice a été classé au titre des monuments historique en 1977[23].
- Temple protestant du XIXe siècle.
- Logis.
- Le lavoir de la fontaine de Font Maye

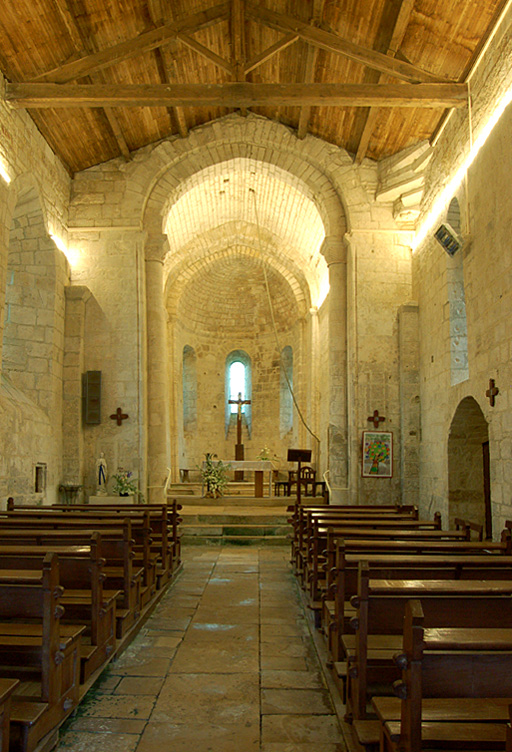
Vue intérieure de l'église Saint-Romans.
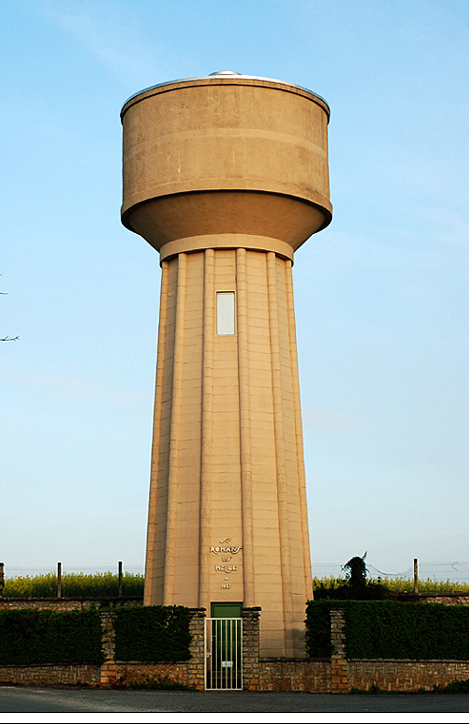
Chateau d'eau.
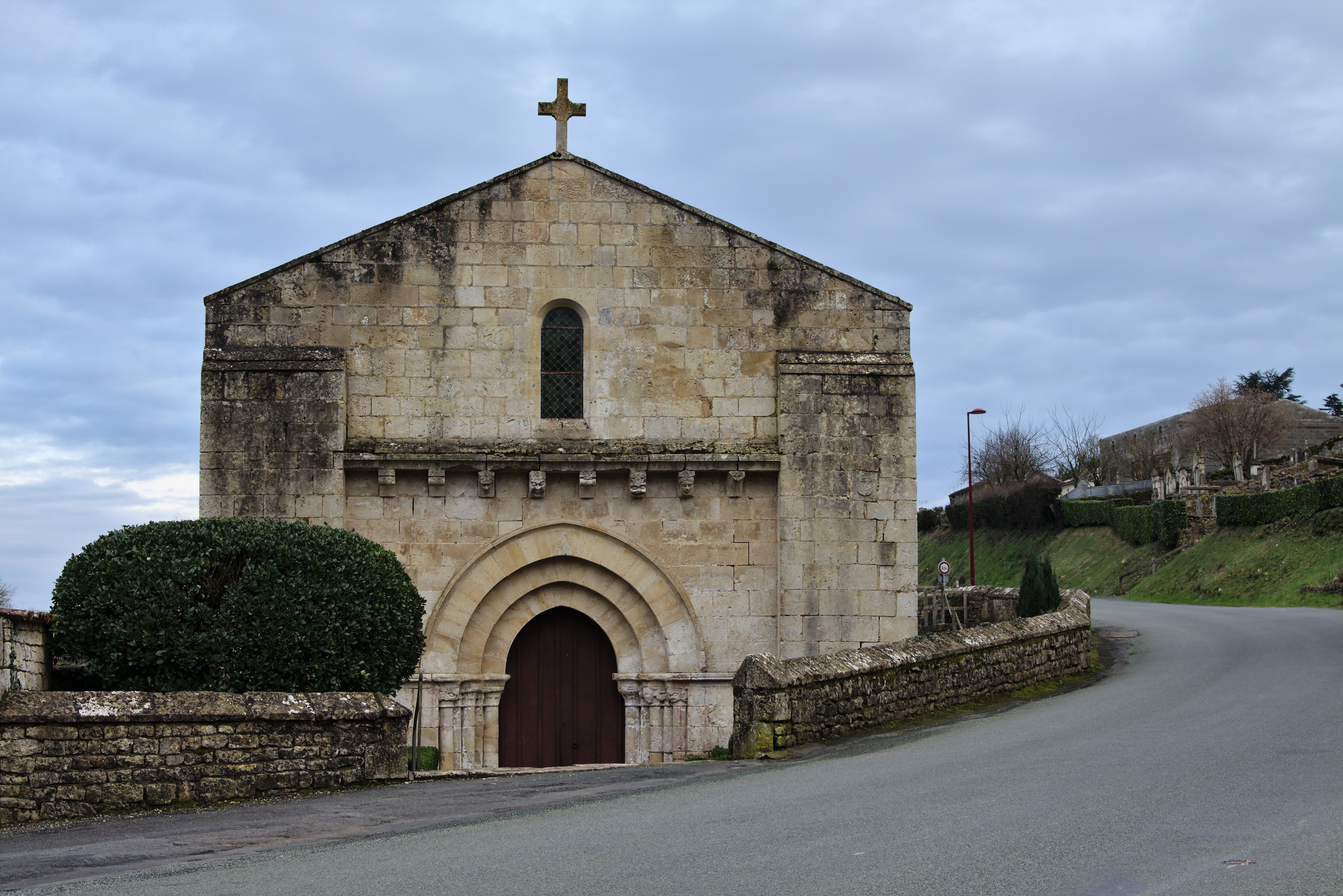
Église Saint-Romans.
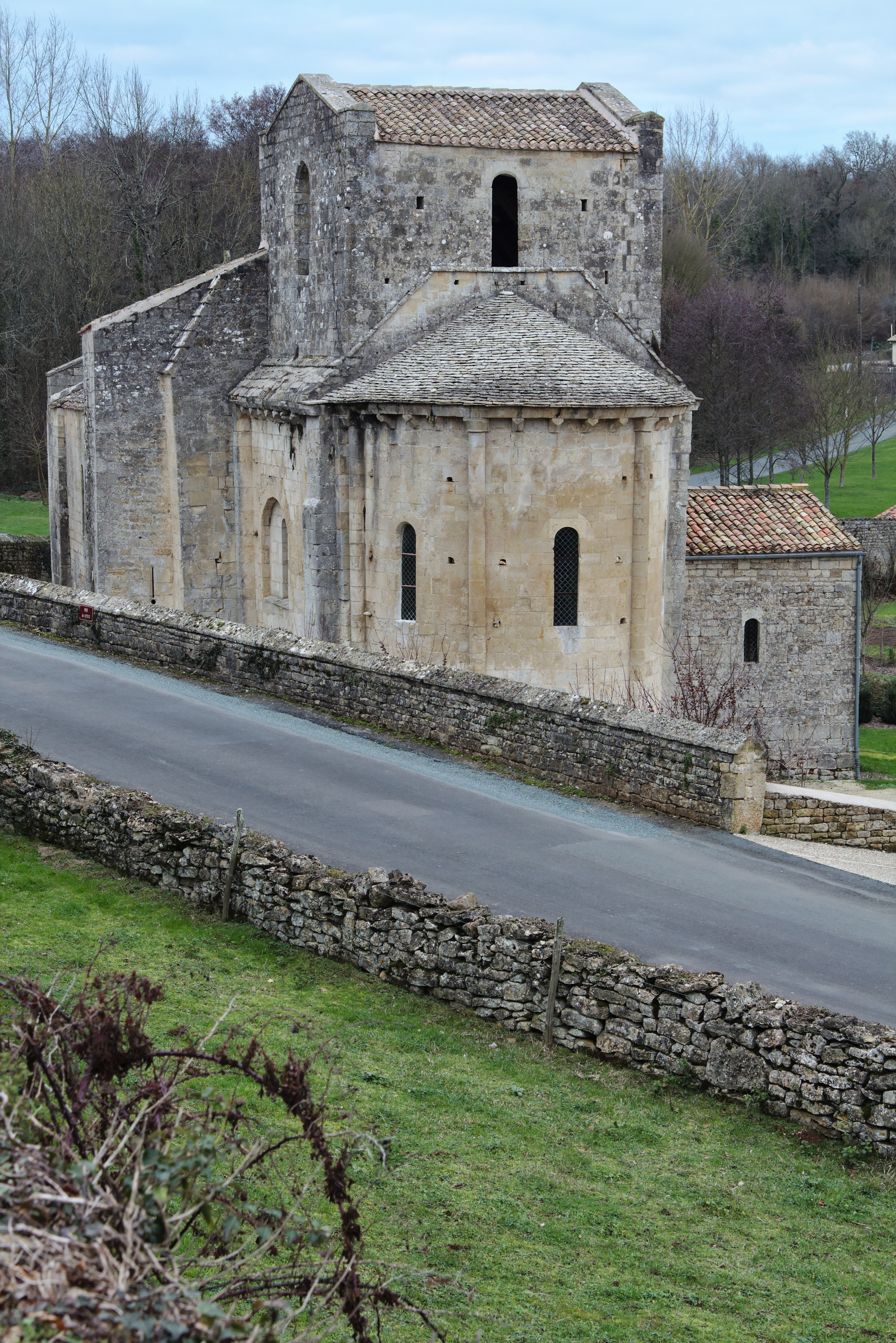
Église Saint-Romans.
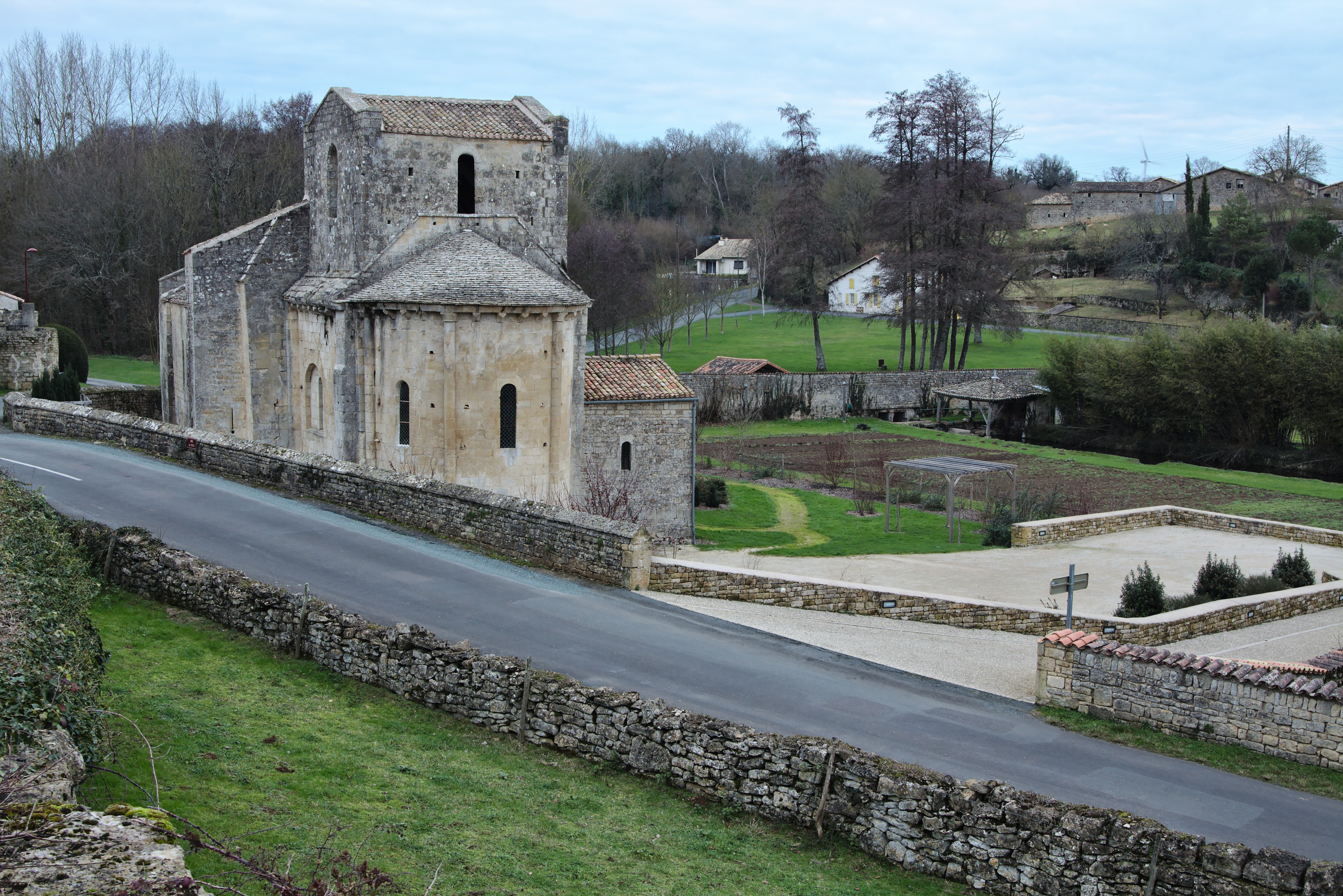
Église Saint-Romans.
Église Saint-Romans.
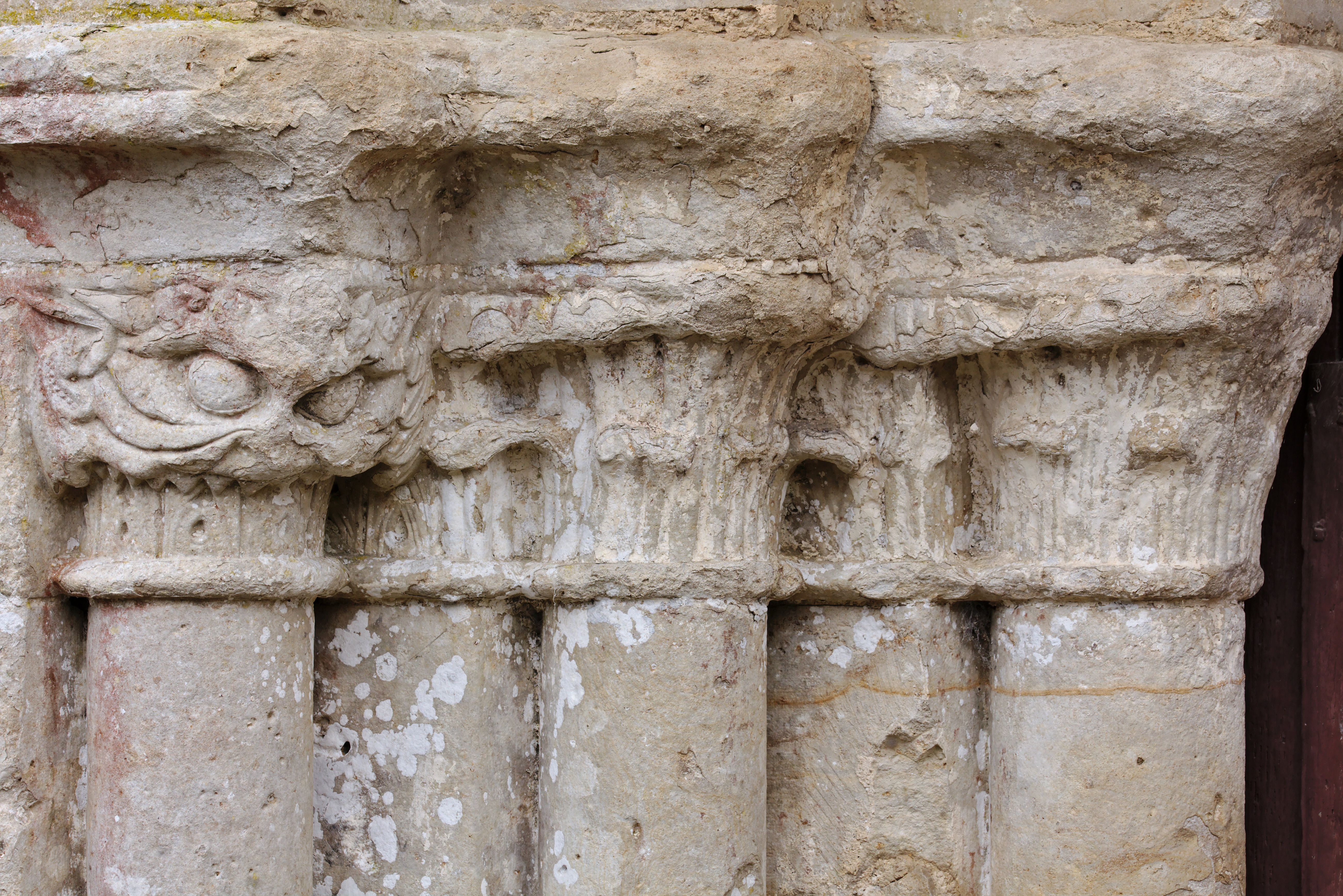
Église Saint-Romans, mascarons du portail nord-ouest.
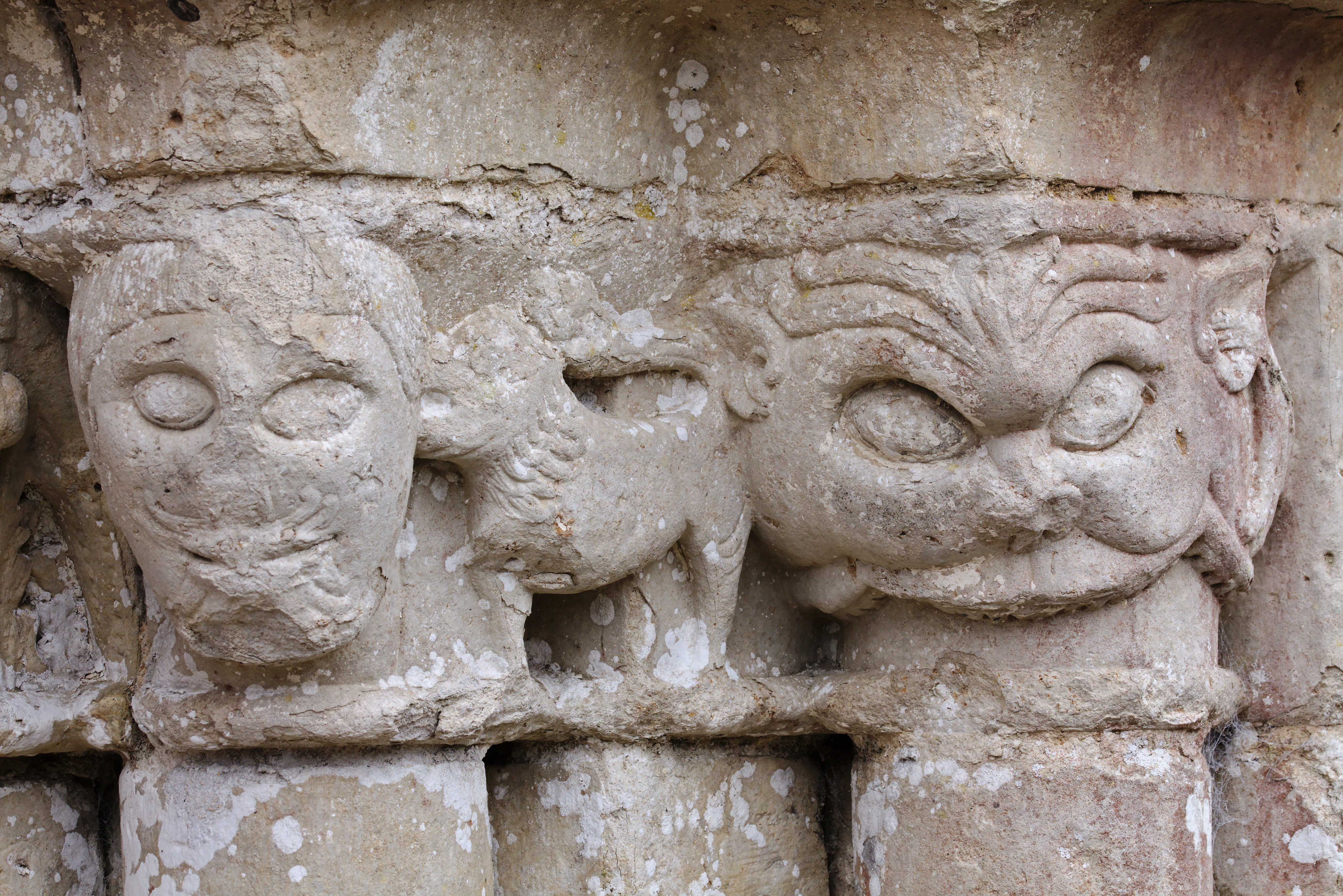
Église Saint-Romans, mascarons du portail nord-ouest.
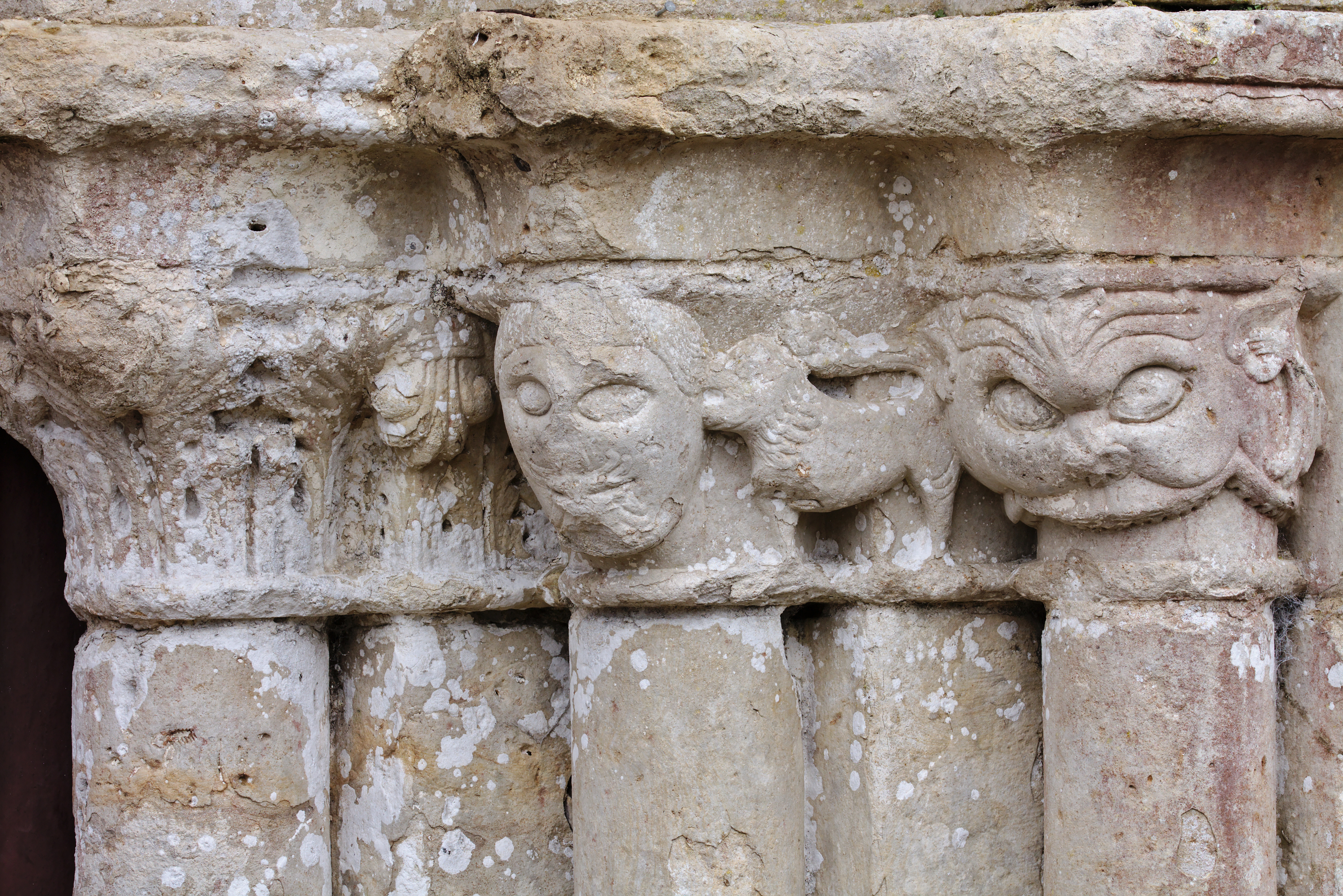
Église Saint-Romans, mascarons du portail nord-ouest.
Modillons de l'église Saint-Romans.
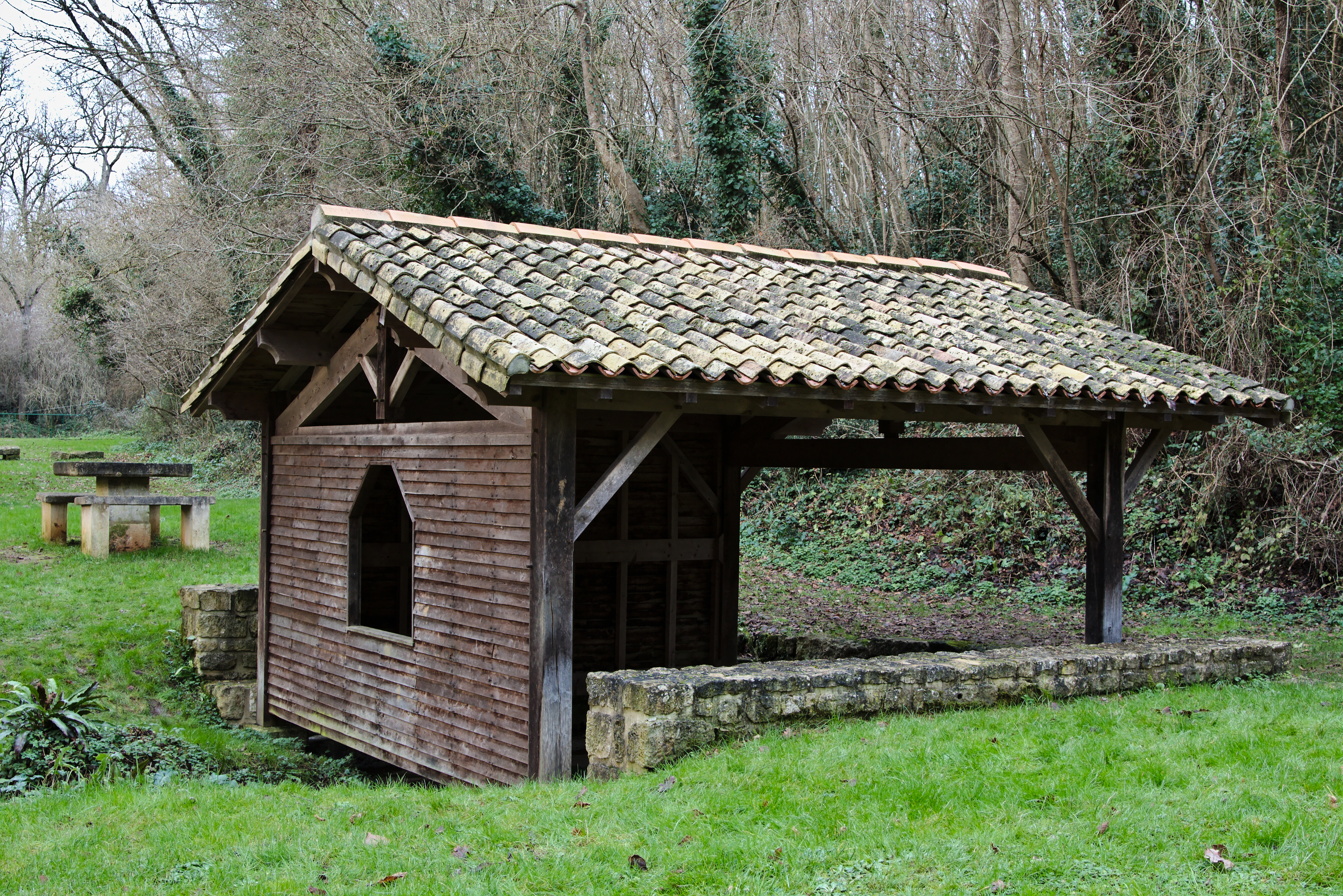
Lavoir de Font-Maye.
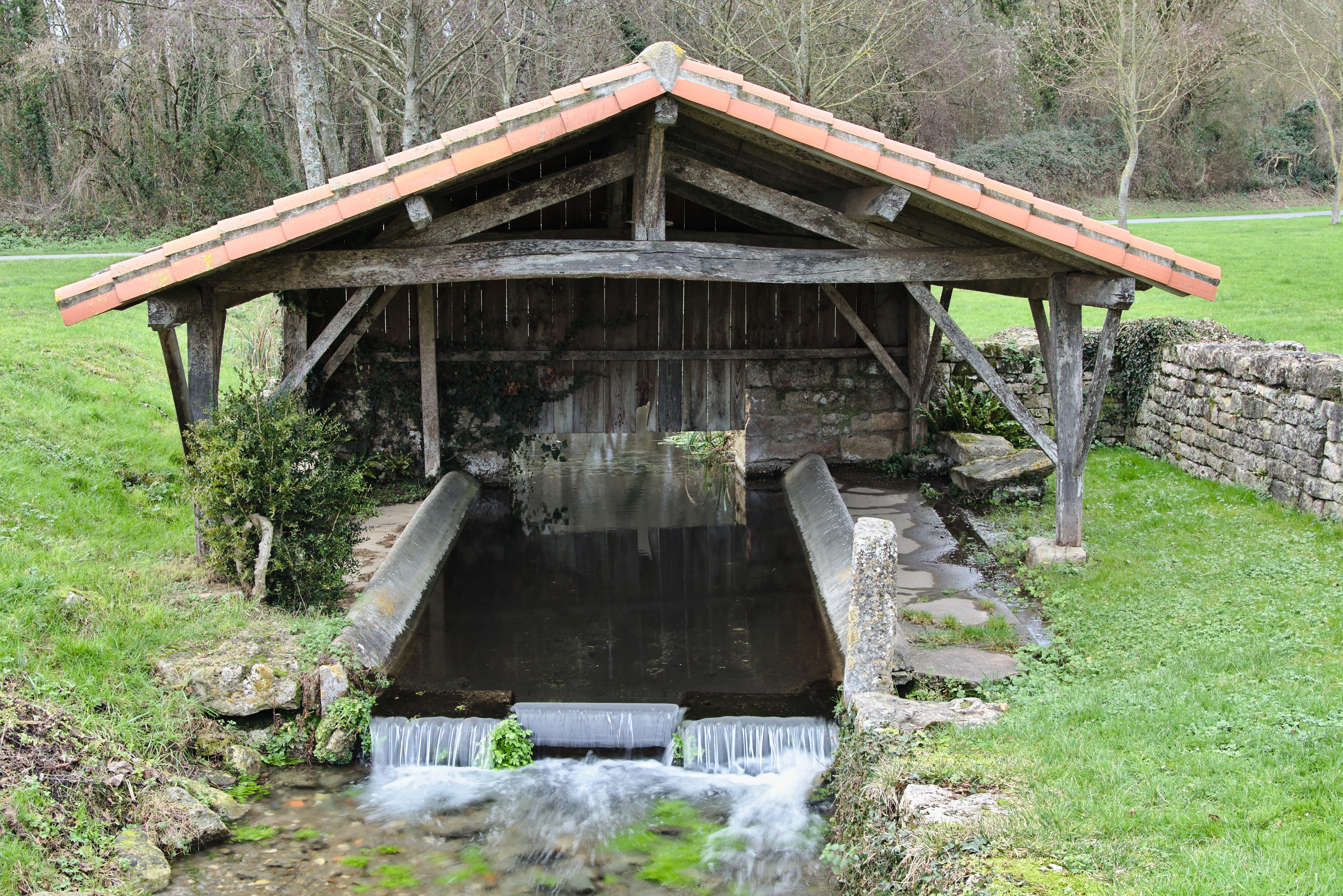
Lavoir situé près de l'église.
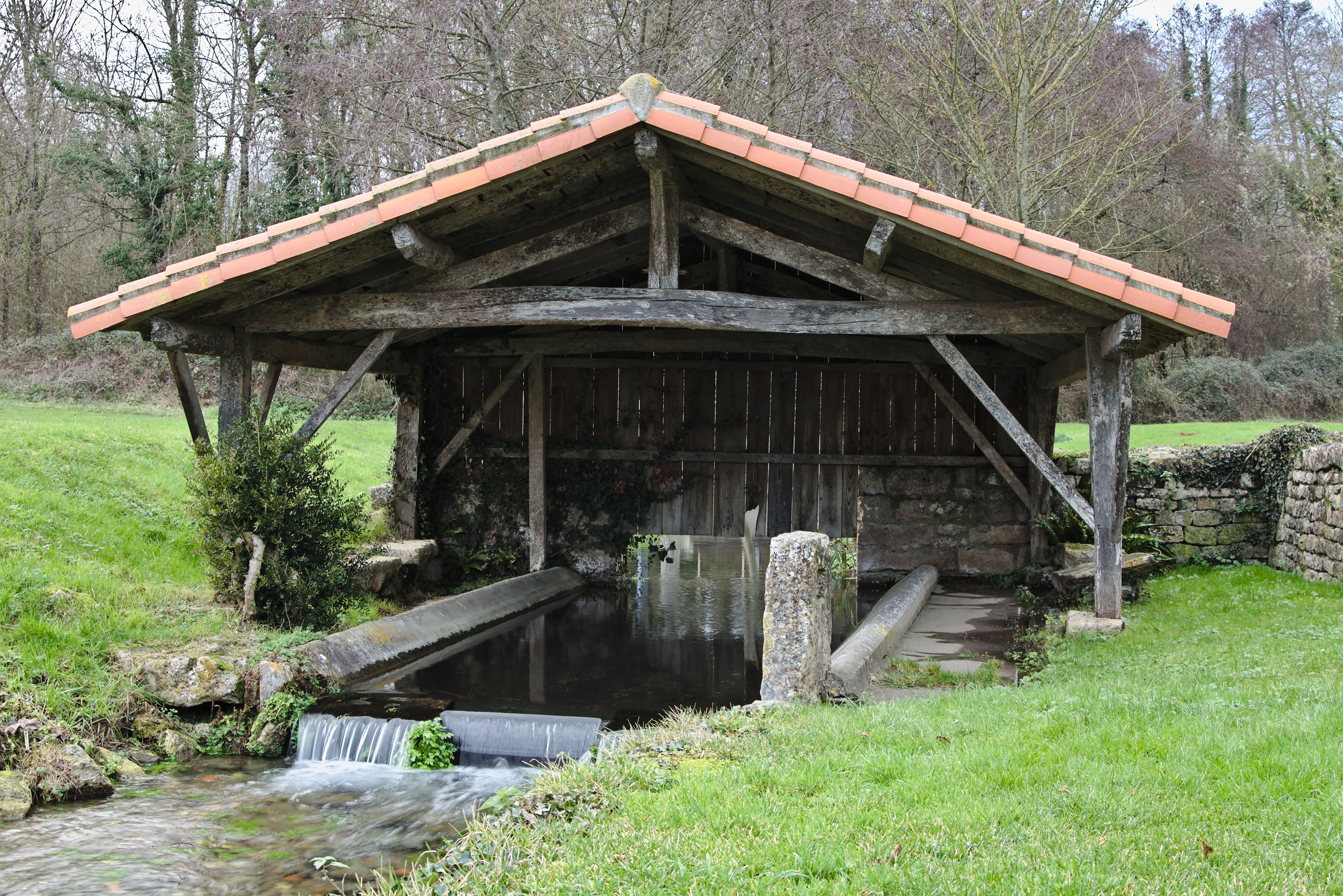
Lavoir situé près de l'église.
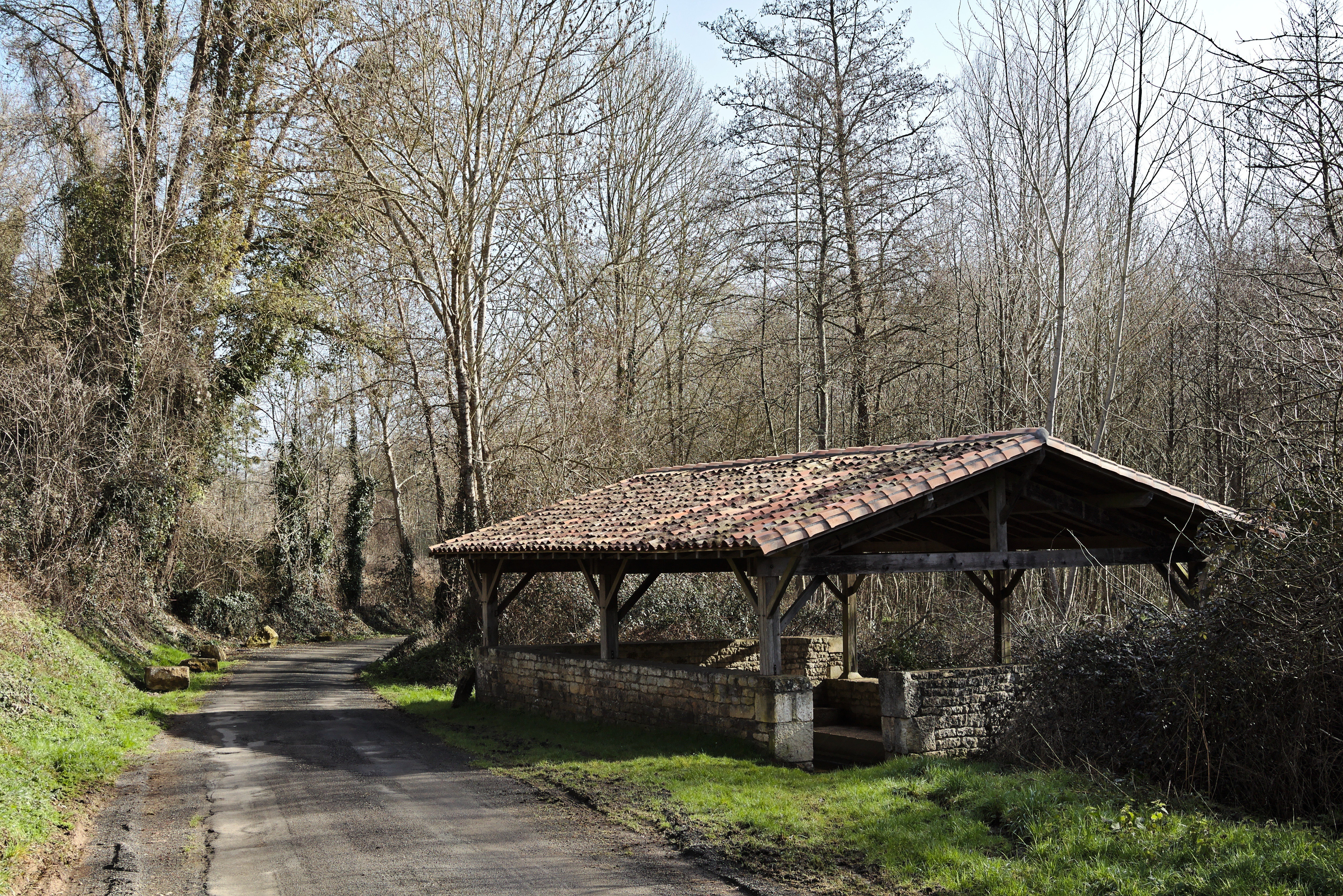
Lavoir des Roches.

## Personnalités liées à la commune
- Hervé Joulain, corniste reconnu mondialement. 1er cor super-soliste de l’orchestre philharmonique de Radio France, octuor à vent Paris Bastille.
- Charles-Auguste Jardonnet :

Par son testament olographe en date du 26 janvier 1894, déposé en l'étude de Me Huctin, notaire à Melle, M. Charles-Auguste Jardonnet, prêtre, ancien desservant de l'église de Saint-Romans-lès-Malle, demeurant à Melle où il est décédé le 11 février 1905,  âgé de 80 ans, a fait, entre autres, la disposition suivante :
« Je donne à ma fabrique (Saint-Romans-lès-Melle) quatre mille francs, à la charge par elle de me faire dire annuellement cent messes, dont cinquante pour moi et cinquante autres à mon intention. »
La présente insertion est faite en exécution des articles 3 et 4 du décret du 1er février 1896...
Le 25 mars 1905. Le Préfet, Louis Démétrius SAGEBIEN.